# Darwin-folyó
A Darwin-folyó Ausztrália északi részén, az Északi területen folyik. A folyó mindössze 45 méteres tengerszint feletti magasságban ered Darwin River település közelében. A folyó a forrásától északi irányban folytatja útját, majd mintegy 20 kilométer megtétele után Southport közelében folyik a Blackmore-folyóba a Darwin River Dam gát után.

## Éghajlat
A Darwin-folyó vidékén trópusi monszunéghajlat uralkodik két jól megkülönböztethető évszakkal, a száraz és az esős évszakkal. A száraz évszak áprilistól szeptemberig tart, mintegy hat hónapon keresztül. A szeptemberi átlagos csapadékmennyiség 24 mm, miközben az októbertől márciusig tartó esős évszakban a havi átlagos csapadékmennyiség eléri a 240 mm-t. A leghevesebb esőzések december és április eleje közt vannak a vidéken. 